# 利亞斯科維茨峰
利亞斯科維茨峰（英語：Lyaskovets Peak）是南極洲的山峰，位於南設得蘭群島的利文斯頓島東部，屬於騰格里山脈中弗里斯蘭嶺的一部分，海拔高度1,473米，該山峰以中北部城鎮命名。

## 外部連結

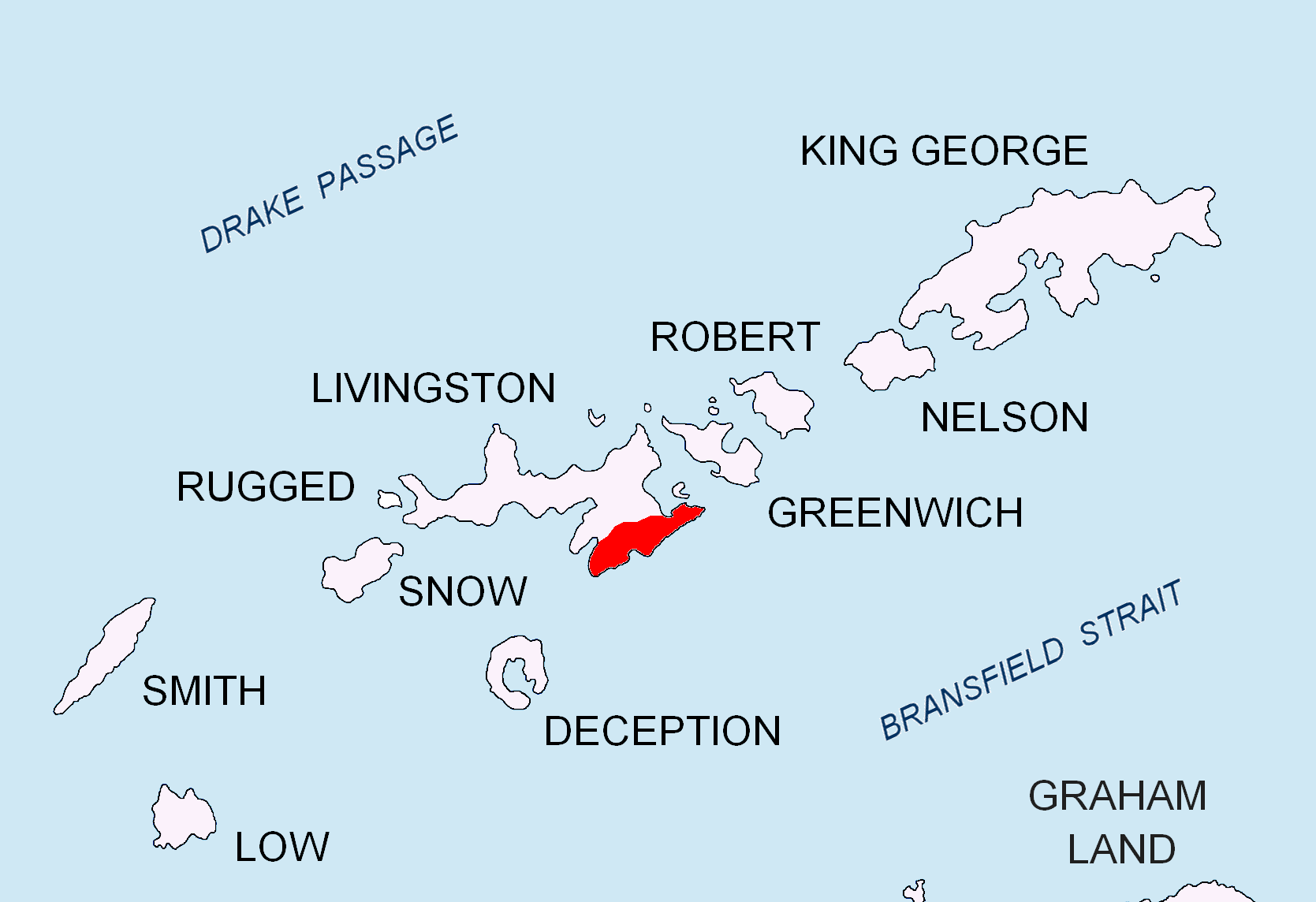

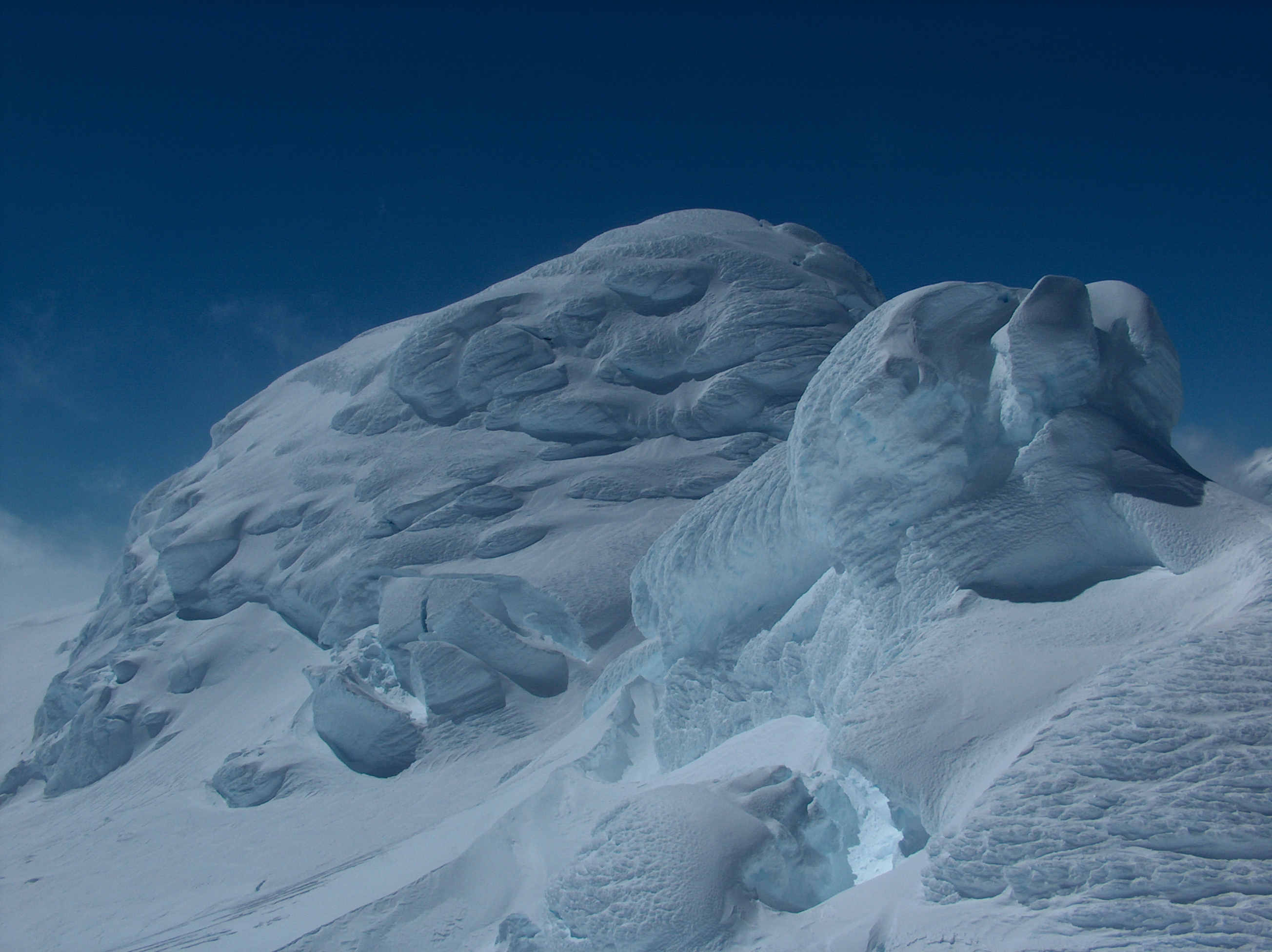

- Composite Antarctic Gazetteer:（页面存档备份，存于） Lyaskovets Peak

62°39′48.5″S 60°08′34.7″W / 62.663472°S 60.142972°W